# شارع السلام (أبو ظبي)

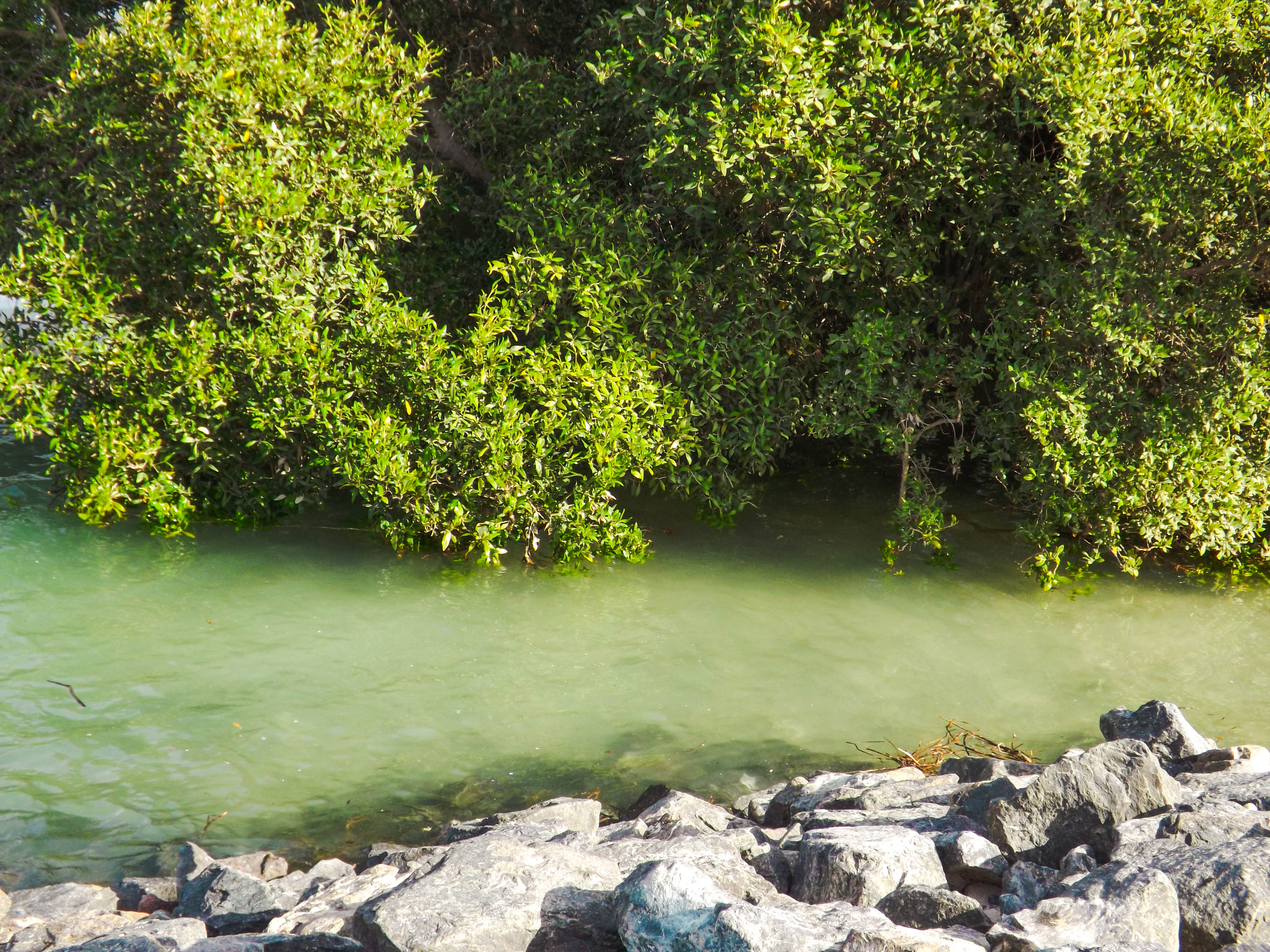
أشجار القرم على طول كورنيش القرم

شارع السلام (لاحقا "شارع الشيخ زايد بن سلطان)، والأقل شهرة باسم شارع 8 أو الطريق الدائري الشرقي، هو أحد الطرق الرئيسية في مدينة أبوظبي. ويبدأ من جسر الشيخ زايد وينحني طريقه حول الطرف الشرقي لإمارة أبوظبي حتى ينتهي عند التقاطع مع طريق الكورنيش. يمر شارع السلام عبر منطقة التسوق الرئيسية الحديثة وشارع الرباط، وهو الممر الجانبي الجديد شمال المدينة.  شارع زايد بن سلطان في العين يربط إمارة أبوظبي بسلطنة عمان.

## الوصف
سابقا كان شارع السلام ينتهي عند التقاطع مع شارع السعادة (شارع شخبوط بن سلطان). ثم يمتد إلى نهاية جزيرة أبوظبي ثم ينعطف لينتهي عند تقاطع مع شارع الخليج العربي ليتقاطع مع طريق المطار القديم (شارع الشيخ راشد بن سعيد) في الطريق. وقد تم إنشاء هذا المنعطف ولكنه يعتبر مجرد مخرج لشارع السلام وليس امتداداً.[بحاجة لمصدر]
عام 2012 تم افتتاح نفق الشيخ زايد بعد خمس سنوات من البناء. يقع النفق أسفل شارع السلام ويمتد مسافة 2.4 كم من شارع الشيخة فاطمة بنت مبارك (شارع دلما سابقاً) إلى طريق الكورنيش أو طريق الميناء. 

### التقاطعات
قائمة بالطرق التي تتقاطع مع شارع السلام بالترتيب من تقاطع طريق الكورنيش حتى جسر الشيخ زايد:
- طريق الكورنيش
- شارع خليفة (شارع خليفة بن زايد الأول)[الإنجليزية] (بدون إشارة مرورية)
- شارع مينا[الإنجليزية]
- شارع حمدان[الإنجليزية]
- شارع إلكترا (شارع زايد الأول)[الإنجليزية]
- شارع أبو ظبي مول (شارع 13)
- شارع 19
- شارع الفلاح[الإنجليزية]
- شارع هزاع بن زايد[الإنجليزية]
- طريق قصر البحر[الإنجليزية]
- شارع السعادة (شارع شخبوط بن سلطان)[الإنجليزية]
- شارع 23
- شارع 25
- شارع 29
- شارع 31

### عوامل الجذب
يوجد العديد من المعالم السياحية التي يمكن رؤيتها:
- أشجار القرم البحري في منتزه القرم الوطني بالقرب من كورنيش القرن القرم ( (بالعربية: ٱلْقُرْم) وتعني "المنغروف"). [4]
- خليفة بارك
- المقر الرئيسي لبنك أبوظبي التجاري
- ساعة جنيف
- مبنى بلدية أبوظبي
- المقر الرئيسي لشركة أدنوك
- مقر شركة الحفر الوطنية[الإنجليزية]
- المقر الرئيسي لبنك الاتحاد الوطني
- منتجع الشيراتون
- مركز اللولو[الإنجليزية]
- مستشفى الكورنيش[الإنجليزية]